# ダボ (モゼル県)
ダボ （Dabo）は、フランス、グラン・テスト地域圏、モゼル県のコミューン。
かつてのダボ伯領の本拠地で、1793年にフランスに併合された。地理的にはペイ・ド・サールブールの一部であり、歴史的にも文化的にもロレーヌの一部である。

## 地理

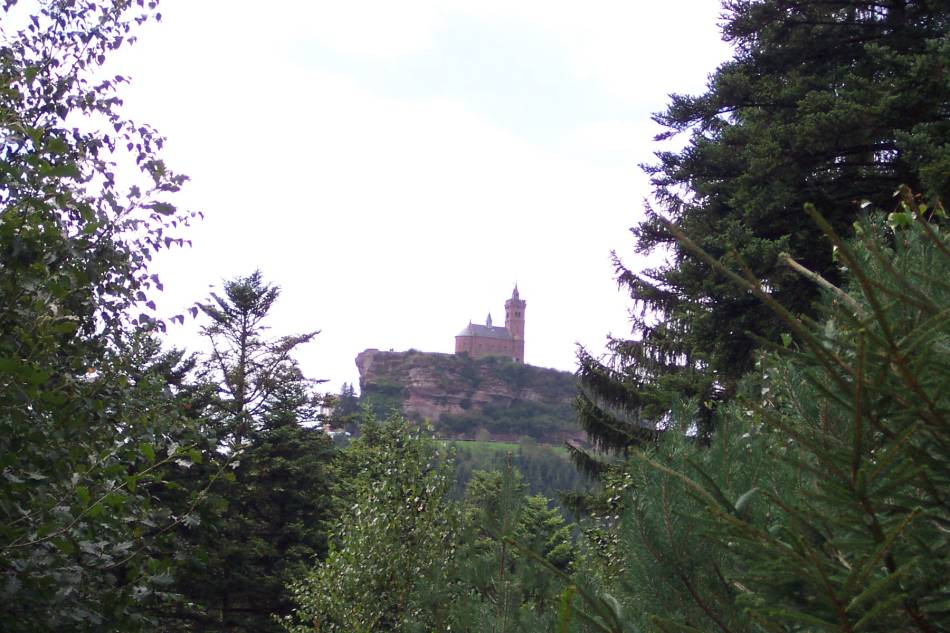
ダボ岩とサン・レオン礼拝堂

ダボはモゼル県側のヴォージュ山脈の中心部に位置する村で、サールブール、サヴェルヌ、ファルスブールの間にある。コミューンの広大な領土は、ヴォージュ山脈の西斜面、砂岩部分に広がっている。約2億5000年前から2億4000年前にかけてできたブントサンドシュタイン砂岩が、コミューン環境の重要な要素を構成している。コミューン内のあらゆる場所にある砂岩構造は地層が古いことを示す典型で、それは崩れやすい起伏をもたらしている。植物相は、土壌の酸性度を高めることになる砂岩基質に、よく適応しており、とげのある植物やシダ植物がコミューンの大部分を覆っている。
地元のシンボルであるダボ岩は、砂岩でできた山の頂上において、標高647mに達する。ロレーヌ高原地帯と比較して、こうしたヴォージュ山脈の丘陵地帯では、その起伏が西側から来た湿気を含む風を遮らせ過剰な降水量をもたらす。ダボにおいて年平均1000ミリ以上の降水量がある一方、サールブールの降水量は年平均800ミリ、メスでは年平均740ミリをわずかに超える程度である。
言語学的には、19世紀のダボは、北部や東部でドイツ語を話す少数民族とともに、ライン・フランケン語を話す人々が多数派となっていた。

## 由来
ゲルマン語の人名Dagoに、ゲルマン語の-burg（要塞化した地）が続いてできた名称である。
- 古くの地名には以下のものがある[2] · [1]: Dasborc/Tasborc (1178年)、Dasburch (1188年)、Tagesbuch (1158年)、Tagesburch (1175年)、Dasburg (1189年)、Dasbor (1206年)、Dagesburg (1227年)、Tagesburg (1239年)、Dagespurg (1313年)、Dachspurg (1576年)、 Dagsburg (1754年)[3]、Dabo (1793年)、Dabo ou Dagsbourg (1845年)。
- ロートリンゲン・フランケン語: Dockschbuerj [4]とDàgschburri、ロートリンゲン語ヴォージュ方言 : Dabo、ドイツ語: Dagsburg（ダグスブルク）[5]。

ダボ住民を意味するニックネームとして、Die Fuchs（キツネ）がある。

## 歴史

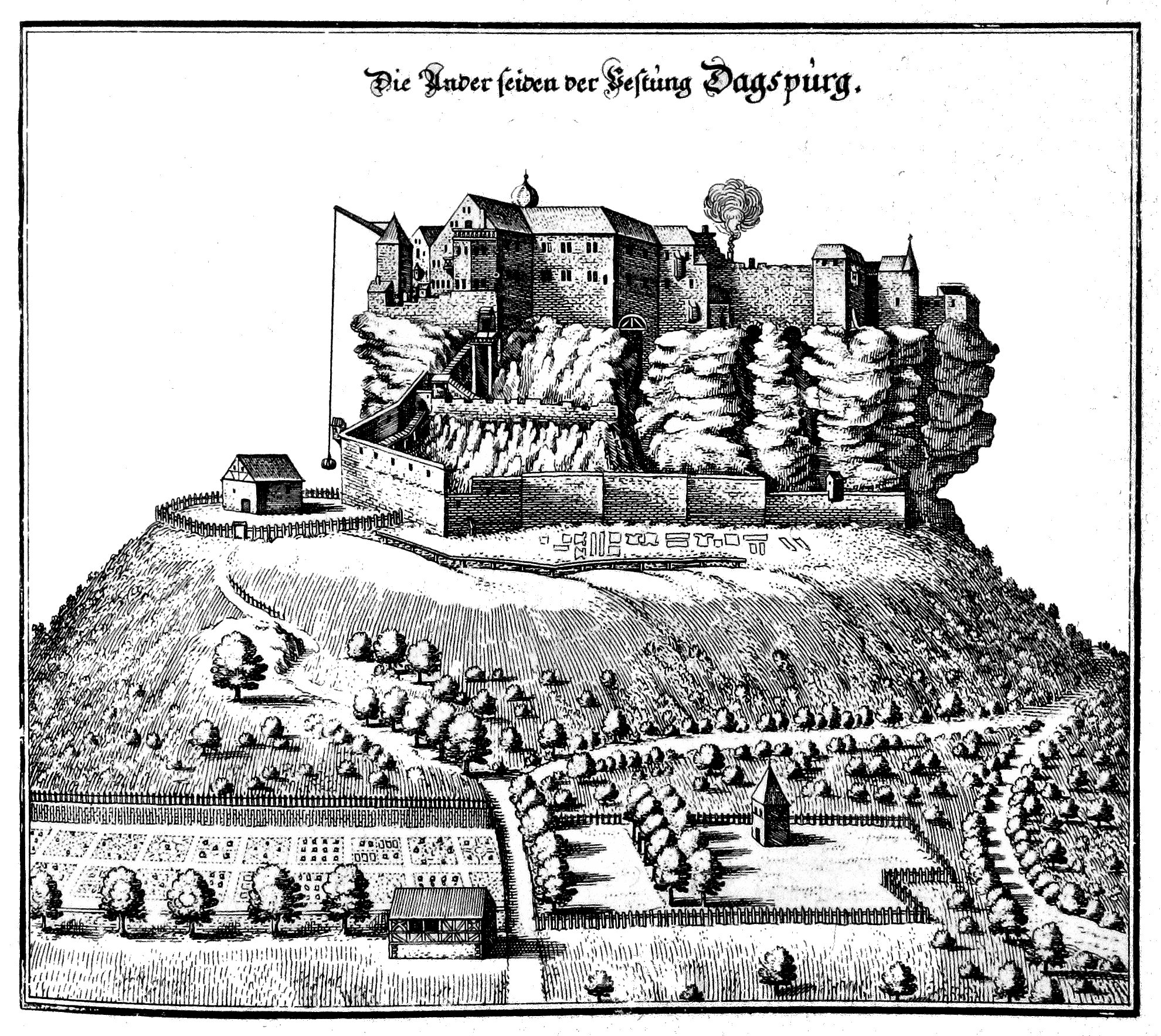
17世紀にマテウス・メリアンが描いたダグスブルク

遺跡の存在が、石器時代、その後のケルト人、ゲルマン系のトリボシ族（fr）、ローマ人、フランク人の定住があったことを証明している。
3つの家門がダボを支配した。9世紀から10世紀にかけてアルザス公とカロリング朝の公を輩出したダグスブルク家、13世紀初頭まで続いたエギスハイム家、ドイツを本拠地としたライニンゲン・ヘイデスハイム家とライニンゲン・ハルデンブルク家の子孫であるライニンゲン家である。
ダボ伯領は10世紀初頭、エティション家のノルトガウ伯フーゴ―1世に属し、その後934年頃に息子のエーベルハルト4世が治めていた。ダボの城が築かれたのはこの時代である（当時はDachsbourg、またはドイツ語でDagsburg）。岩の周りを城壁が取り囲み、住居塔、小さな監視塔、倉庫、厩舎、貯水池が含まれていた（現在も礼拝堂の後ろに見える）。神聖ローマ帝国の直接統治を受け、1793年までダボ伯領は帝国の一部だった。
エーベルハルト4世の孫娘ヘルヴィケは、婚姻によりダボをエギスハイム伯フーゴ―7世にもたらした。エギスハイム＝ダグスブルク家で最も有名なのは、トゥール司教そしてローマ教皇となった、フーゴ―7世とヘルヴィケの子ブルーノ・フォン・エギスハイム＝ダグスブルク（教皇レオ9世）である。
1234年、ダボ伯領を継承したのはライニンゲン家だった。アルベルト2世の娘で相続人であるゲルトルートの3度目の結婚相手が、ジモン・フォン・ライニンゲンであった。このライニンゲン＝ダグスブルク家が、フランス革命まで統治した。
1648年10月24日、ヴェストファーレン条約でアルザスはフランスに割譲された。対帝国国境で領土併合政策をとるルイ14世に、忠誠を誓うことを拒否したライニンゲン＝ダグスブルク家の伯爵たちは、1672年にフランスに対して武器を取った。しかし、城の前で長期の包囲が行われ、軍の前身の妨げになり、1677年3月13日に降伏した。ダボの城は、1679年にルイ14世と大臣ルーヴォワ侯爵の命令で破壊された。
しかしながら、1697年のレイスウェイク条約では、ダボ伯領はロレーヌ公国に囲まれたドイツ諸侯の飛び地として独立し、アルザスはフランス領となった。
1793年、ライニンゲン＝ダグスブルクは国民公会が没収する諸侯領に数えられ、統治権はフランスにもたらされた。ダボ伯領はムルト県に併合された。1801年にナポレオン・ボナパルトと神聖ローマ帝国の間で締結されたリュネヴィルの和約で、ライニンゲン家がフランスに所有していた領地の喪失に対する補償として、バイエルンのアモールバッハが与えられた。
1世紀半もの間、岩山の頂上はむき出しのままだったが、1825年にサン・レオン礼拝堂が建設された。悪天候によって1889年に建物が解体され、展望塔が付け足されたうえでネオ・ロマン様式で再建された。新しい礼拝堂は1892年から使われている。1983年7月19日、フランソワ・ミッテラン大統領とヘルムート・コール首相による非公式の仏独首脳会談がダボで開催された。

## 人口統計
2016年時点のコミューン人口は2527人で、2011年時点の人口より4.43%減少した。
| 1962年 | 1968年 | 1975年 | 1982年 | 1990年 | 1999年 | 2005年 | 2016年 |
| ------ | ------ | ------ | ------ | ------ | ------ | ------ | ------ |
| 2993   | 3008   | 2982   | 2913   | 2789   | 2780   | 2670   | 2527   |

参照元:1962年から1999年までは複数コミューンに住所登録をする者の重複分を除いたもの。それ以降は当該コミューンの人口統計によるもの。1999年までEHESS/Cassini、2006年以降INSEE

## 史跡
- ダボ岩
- バコファンフェル展望塔
- ファルケンフェルゼンの穴居 - 古いものでは1789年以前から存在。1894年、当時ダボを治めていたドイツ当局が住民を村に住まわせるため住居を破壊した。私有地に残るのは3戸のみで、復元され、見学可能
- トロワ・サン地区の墓地 - ガロ＝ローマ時代に村があった場所で、墓地が残る

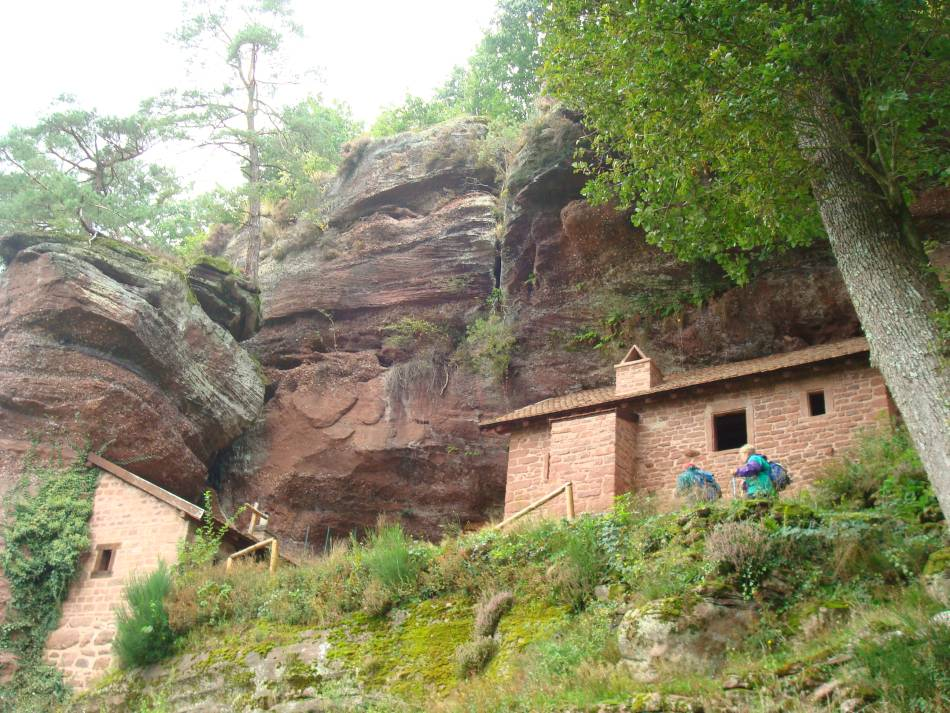
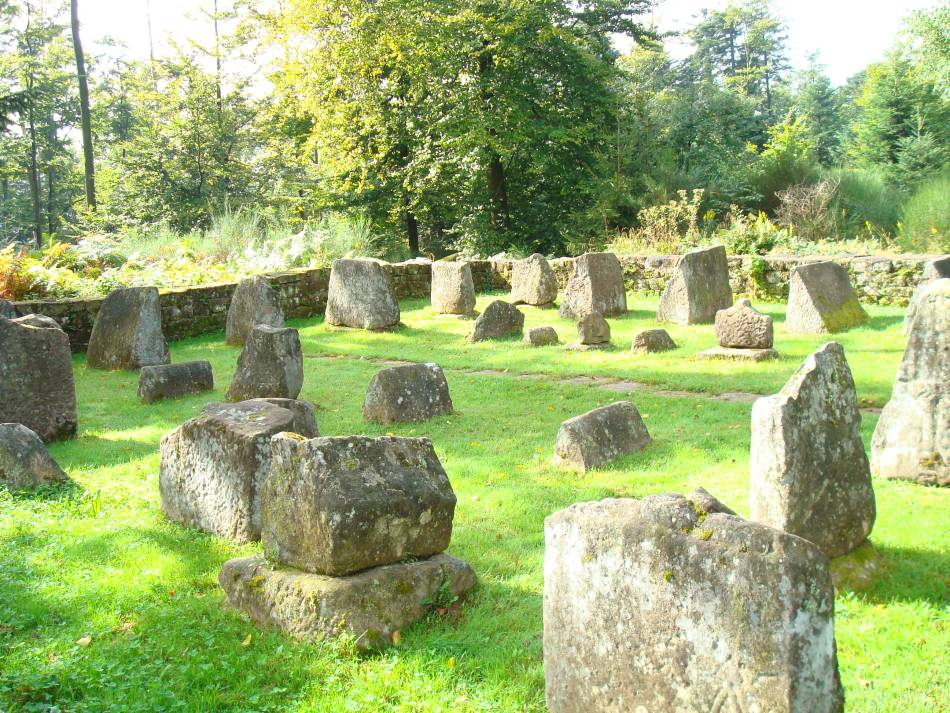